# Hoher Bogen
Der Hohe Bogen (veraltet oft auch Hohenbogen) ist ein etwa 8 km langer Höhenzug im Bayerischen Wald.

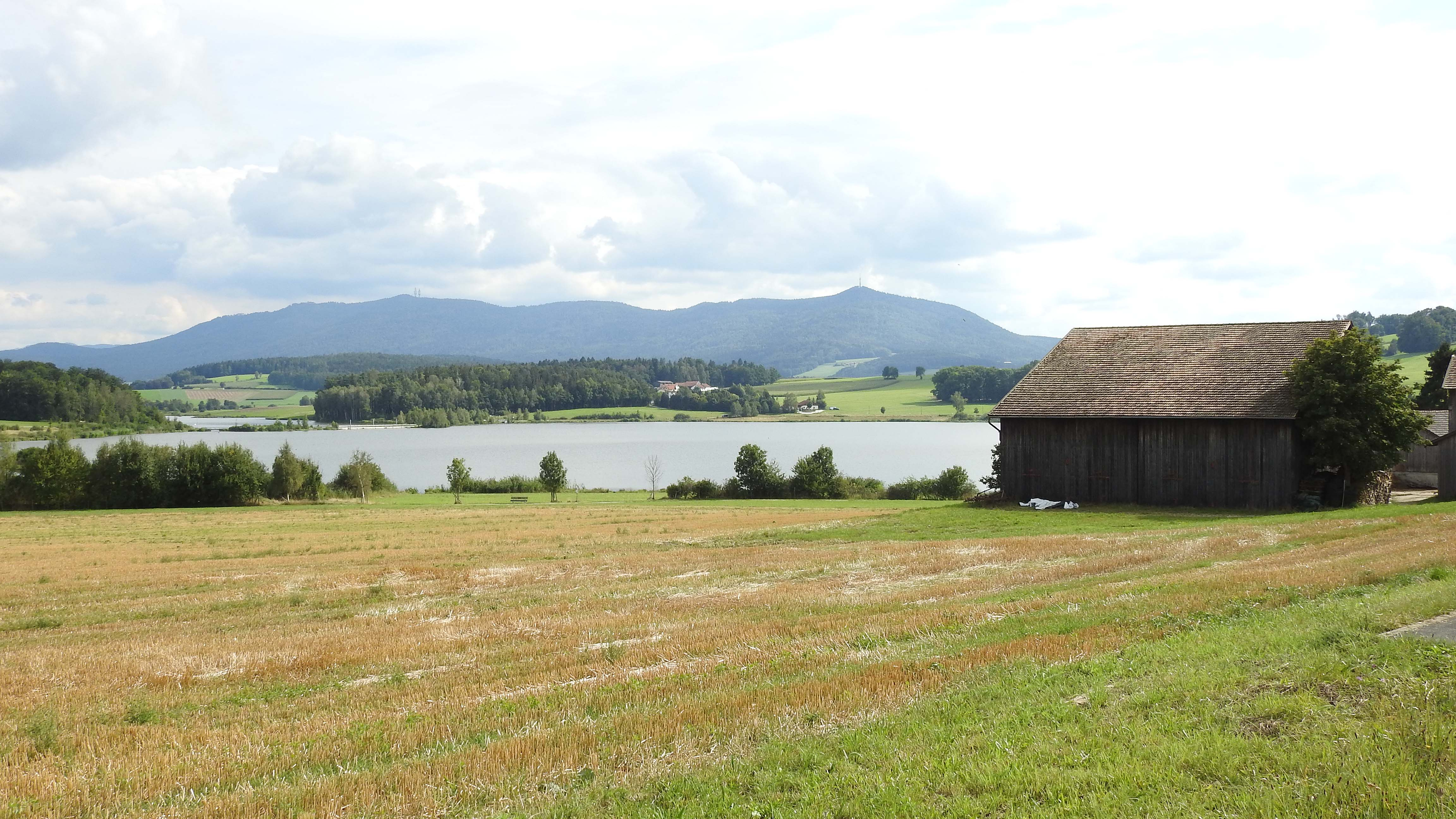
Drachensee mit dem Hohen Bogen im Hintergrund

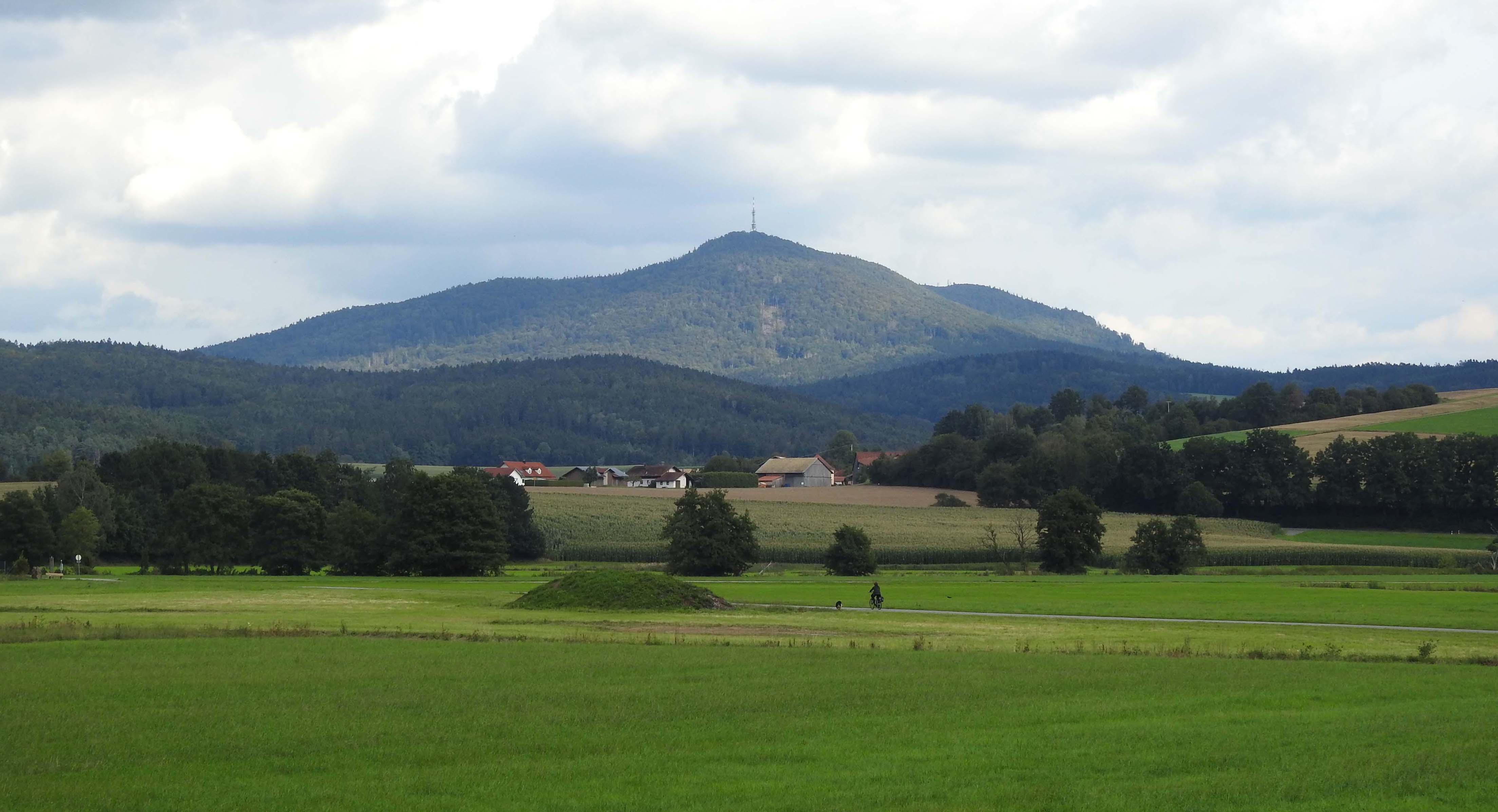
Hoher Bogen von Westen

Er liegt in der Oberpfalz im Landkreis Cham zu beinahe gleichen Teilen auf den Gemeindegebieten der Gemeinden Neukirchen b. Hl. Blut, Rimbach und Eschlkam zwischen Furth im Wald und Bad Kötzting. Sein Gebiet umfasst, von Nordwest nach Südost gesehen, die Gipfel Burgstall (976 m), Bärenriegel (1017 m), Eckstein (1073 m), Schwarzriegel (1079 m) und Ahornriegel (1050 m). Am Burgstall ist eine Sendeanlage installiert, am Schwarzriegel ein ehemaliger Fernmeldeturm der Luftwaffe.
An den Nordhängen des Ahornriegels befindet sich ein Skigebiet. Eine Doppelsesselbahn mit 1,36 km Länge überwindet einen Höhenunterschied von 393 m in 15 Minuten und führt bis zur Gipfelhöhe.

## Bergname
Der Bergname „Hoher Bogen“ stammt nach Recherche des Heimatforschers Ludwig Baumann aus Bad Kötzting nicht – wie oft angenommen wird – von der morphologisch-landschaftlichen Form eines „hohen Bogens“, sondern von den Grafen von Bogen, die um 1190 eine Burg auf dem Burgstall errichtet haben (heutiger Standort der BR-Sendeanlage). Der Erbauer, Albert III. von Bogen, wurde 1193 verbannt, so dass die entlegene Burg wahrscheinlich unvollendet blieb und verfiel. Es sind noch Reste eines Wallgrabens erhalten. Demnach ist der Name „Hohenbogen“ zu verstehen als die höher gelegene Burg der Bogener (im Gegensatz zu der niederen Burg bei Bogen). Eine parallele Namensentwicklung findet man bei „Hohenstaufen“ (Hochsitz der Staufer), „Hohenschwangau“ (Welfen) und „Hohenzollern“. 1242 fiel der Hohe Bogen den Wittelsbachern zu.

## Geographie
Abgesehen von den unteren südwestlichen Hanglagen nimmt der Hohe Bogen geologisch im Bayerischen Wald eine Sonderstellung ein. Er bildet das südliche Ende eines Gabbroamphibolitmassivs in unmittelbarer Nachbarschaft zur Böhmischen Masse, wobei die Gabbros fast vollständig in Amphibolite umgewandelt wurden.
Das geringe Sickervermögen des Untergrundes lässt an den Flanken des Hohen Bogens hunderte kleiner Quellen und Bachgerinne entstehen. Nach Norden hin fließen diese dem Kaltenbach (Freybach) zu; die südlichen Abflüsse sammelt der Weiße Regen als Vorfluter.
Bis 1991 betrieb der Deutsche Wetterdienst in 903 Metern Höhenlage eine Niederschlagsmessstation auf dem Berg, die von 1931 bis 1960 eine durchschnittliche Jahressumme von 1051 Millimetern ermittelte. Die durchschnittliche Schneedeckenhöhe von September bis Mai beträgt 46,8 Zentimeter.
Neben 922 Hektar Staatswald, der von den Bayerischen Staatsforsten (Forstbetrieb Roding) bewirtschaftet wird, gibt es im Gebiet des Hohen Bogens besonders in den unteren Lagen etwa doppelt so viel Privatwald mit einer durchschnittlichen Grundstücksgröße von 2 bis 3 Hektar.
Die Bewaldung besteht größtenteils aus Fichtenforsten, doch besonders im Staatswald sind auch ausgedehnte Buchenwälder und Buchenmischwälder vorhanden. Das Leberblümchen und die Frühlings-Platterbse haben hier ihr einziges Vorkommen im Hinteren Bayerischen Wald.

## Aufklärungsturm

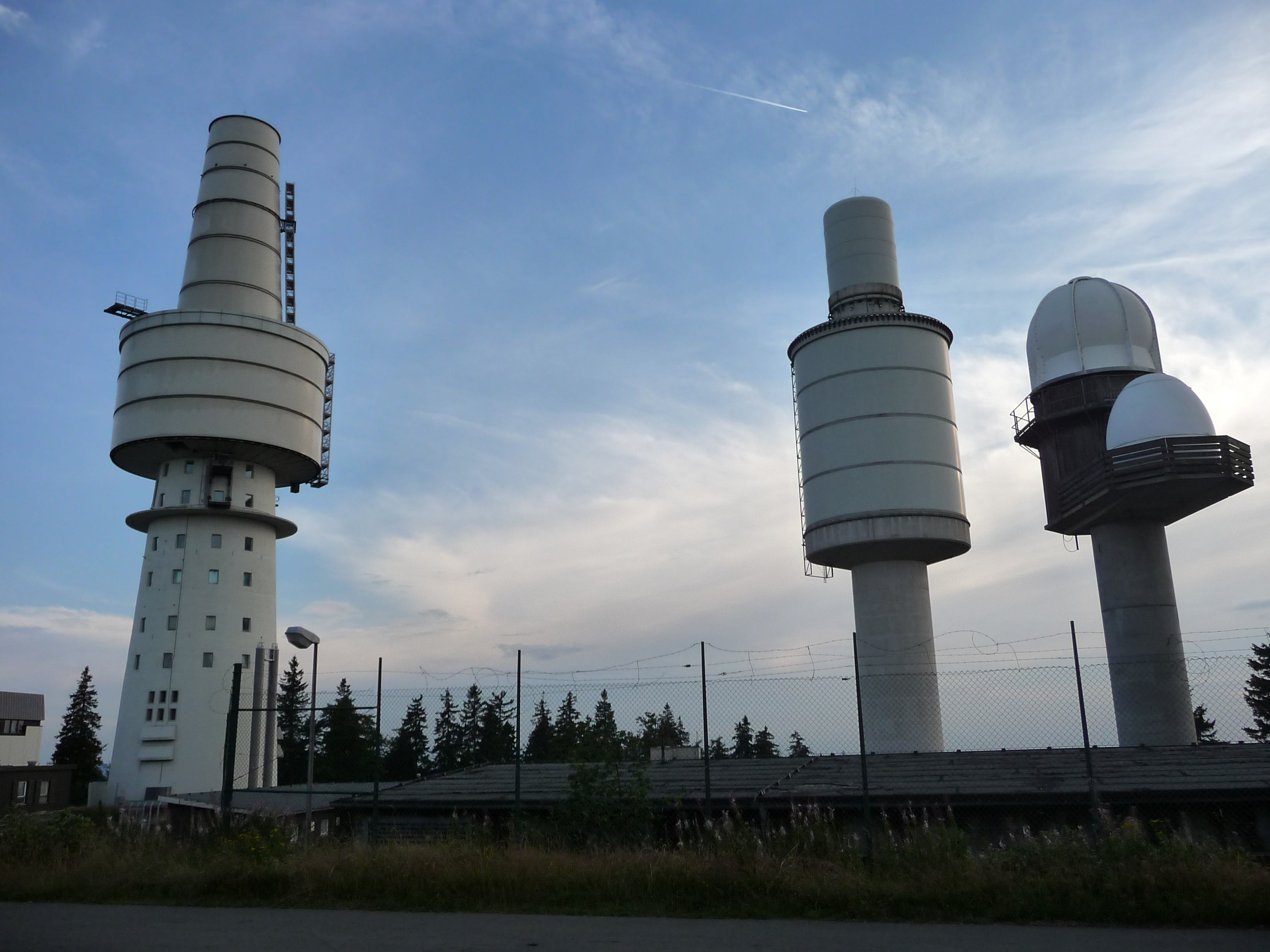
Fernmeldeturm am Hohen Bogen

Ein ebenfalls hier befindlicher NATO-Horchposten, der sogenannte Fernmeldesektor F, wurde im Jahr 2004 stillgelegt. Neben Angehörigen der Bundeswehr waren dort bis 1992 US-amerikanische und bis 1994 französische Einheiten stationiert. Er bestand aus zwei Türmen und einer komplexen passiven Empfangs- und Abhöranlage. Seit Herbst 2014 ist der 75 m hohe Hauptturm mit einer außen angebrachten Stahltreppe und einer in 50 m Höhe liegenden Aussichtsplattform versehen und zu bestimmten Besuchszeiten für die Öffentlichkeit als Aussichtsturm zugänglich. Im Umfeld der Treppe und der Aussichtsplattform soll mittelfristig mit Hilfe verschiedener Medien über die Geschichte des Ortes sowie über die zukünftig geplante Nutzung als europäisches Begegnungszentrum informiert werden. Eigentümer der Anlage ist die Hoher Bogen Mountain Resort GmbH.

## Sport- und Freizeitzentrum Hoher Bogen
Am Fuße des Hohen Bogen befindet sich ein Sport- und Freizeitzentrum. Im Sommer ist von der Mittelstation der Seilbahn eine Abfahrt mit der Sommerrodelbahn möglich. Außerdem gibt es einen Skate- und Funpark und eine Gras-Kart-Abfahrt.
Im Winter wird neben klassischem Ski- und Snowboardfahren auch die Winterrodelbahn angeboten.
Zudem befindet sich auf Höhe der Bergstation eine gesicherte Showsprungschanze. Die Anlage ist ganzjährig nutzbar.

## Sendeanlage Hoher Bogen
Auf dem 976 m hohen Burgstall bei Furth im Wald betreibt der Bayerische Rundfunk den Sender Hoher Bogen.
Er dient zur Verbreitung von UKW-, DAB- und TV-Programmen und als Standort von Richtfunkantennen und Mobilfunk.

## Der Schatz im Hohen Bogen
Bernhard Grueber und Adalbert Müller schildern in ihrem Buch Der bayrische Wald (1846) ausführlich eine Sage über den Schatz, der in einem kupfernen Braukessel verwahrt unter dem Burgstall liegen soll. Kommt der geeignete Finder und verrichtet er genau seine Aufgaben, so hebt sich der Kessel von selbst und schüttet seinen Inhalt aus Gold und Diamanten aus. Als 1803 oder 1804 auf dem Burgstall eine böhmische Reisegesellschaft Musik machte, liefen Bauern mit Pickeln und Schaufeln herbei, da sie vermuteten, jemand habe den Schatz gehoben.